# Albrecht Kurzwelly

Albrecht Kurzwelly

Albrecht Alexander August Kurzwelly (* 20. Januar 1868 in Leipzig; † 8. Januar 1917 in Leipzig) war ein deutscher Kunsthistoriker, Volkskundler und Gründungsdirektor des Stadtgeschichtlichen Museums Leipzig.

## Leben
Albrecht Kurzwelly wurde 1868 als Sohn des aus Chemnitz stammenden Arztes Martin Liberatus Kurzwelly (1831–1882) und dessen Ehefrau Thekla Caecilie, geb. Heinig (1836–1923), in Leipzig geboren. Der musisch und zeichnerisch talentierte Knabe besuchte von 1878 bis 1888 die Thomasschule zu Leipzig, wo insbesondere Heinrich Stürenburg und Eduard König starken Einfluss auf seine geistige Entwicklung nahmen. Nach dem Abitur studierte er ab 1888 zunächst Theologie, ab 1889 Philosophie und Kunstgeschichte an den Universitäten Leipzig und München als Schüler von Anton Springer, Wilhelm Heinrich Riehl, Moriz Carrière, Johannes Overbeck, Hubert Janitschek, Karl Lamprecht. 1894 wurde Kurzwelly bei August Schmarsow mit einer Monographie über den Maler und Dürerschüler Georg Pencz promoviert.
Unter Melchior zur Strassen und dessen Nachfolger Richard Graul war er von 1895 bis 1904 als Assistent und von 1904 bis 1909 als stellvertretender Direktor am Kunstgewerbemuseum Leipzig tätig. In dieser Zeit erwarb er sich große Verdienste um die Erforschung der heimischen Kunstgeschichte. Er beschäftigte sich intensiv mit dem Leben und Werk Leipziger Maler und Illustratoren sowie mit der Entstehungsgeschichte Leipziger Bauwerke und leistete einen bedeutenden Beitrag zur Erforschung der Geschichte des Altthüringer Porzellans. Kurzwelly schrieb zudem Beiträge für das Allgemeine Lexikon der Bildenden Künstler von der Antike bis zur Gegenwart und publizierte regelmäßig Aufsätze in kunstwissenschaftlichen Fachzeitschriften.
Von 1895 bis 1915 war er zugleich Dozent für Kunstgeschichte an der Königlichen Akademie für graphische Künste und Kunstgewerbe, wobei er insbesondere das Interesse für die Medailleurkunst der Renaissancezeit bei den Studenten zu wecken suchte.
1901 wurde er in den Vorstand des Leipziger Geschichtsvereins gewählt, dessen umfangreiche Sammlungen in den Räumen des Alten Johannishospitals er nunmehr betreute und wissenschaftlich aufarbeitete. Als diese Sammlung 1909 in den Besitz der Stadt Leipzig überging, wurde er von den Stadtvätern mit der Ausarbeitung eines Plans zur Gestaltung eines Stadtgeschichtlichen Museums beauftragt, das in dem seit 1905 leer stehenden Renaissancebau des Alten Rathauses untergebracht werden sollte. Für die fünf zur Verfügung stehenden Räume entwarf Kurzwelly statt eines chronologischen ein thematisches Präsentationskonzept mit den Schwerpunkten: Politische Geschichte, Kommunales und soziales Leben, Wirtschaftliche Kultur, Geistige Kultur und Privatleben.
Am 1. Januar 1910 wurde Albrecht Kurzwelly zum Direktor des zu errichtenden Museums ernannt. Neben der praktischen Umsetzung seiner Museumskonzeption waren die Erweiterung der Sammlungsbestände und die Durchführung von Sonderausstellungen Hauptschwerpunkte seiner Tätigkeit. Dabei legte er besonderes Gewicht auf die Gewinnung von Material zur Erinnerung an die Völkerschlacht bei Leipzig sowie auf Zeugnisse für die wirtschaftliche, geistige und musikalische Entwicklung seiner Vaterstadt. Aus den verschiedensten öffentlichen und privaten Sammlungen hat er die Altertümer in den Räumen des Alten Rathauses zusammengeführt und ein Bild städtischer Kultur entstehen lassen, wie es übersichtlicher und gehaltvoller nur wenige deutsche Städte darzubieten vermögen.
Höhepunkte seiner Museumstätigkeit waren die Sonderausstellungen über die Leipziger Bildnismalerei von 1700 bis 1850 (vom 9. Juni bis 28. Juli 1912), die große Richard Wagner Gedächtnisausstellung (Mai 1913) sowie die Jahrhundertausstellung zur Leipziger Völkerschlacht (Juli 1913).
1914 erarbeitete er eine Studie über Bach-Bildnisse, in der er Entstehung und Glaubwürdigkeit sämtlicher Bachporträts und ihrer Kopien untersuchte.
Kurz nach Eröffnung der letzten Abteilung des von ihm entwickelten Stadtgeschichtlichen Museums starb der trotz einer schweren Gallen- und Herzkrankheit unermüdlich tätige Kunsthistoriker und stille Förderer junger Künstler und Kunstgewerbler im Januar 1917 im Alter von 49 Jahren an einem Gehirnschlag. Unter großer Anteilnahme wurde der Unverheiratete im Familiengrab der V. Abteilung des Neuen Johannisfriedhofs in Leipzig begraben.
Aus allem was er tat, blickt die Ehrfurcht vor den Zeugen belangreicher Vergangenheit und eine treue Liebe zu seiner Vaterstadt.

## Veröffentlichungen (Auswahl)
- Forschungen zu Georg Pencz. Hiersemann in Komm., Leipzig 1895 (Zugl. Inaug-Diss. Leipzig 1895) (Digitalisat).
- Der Silberschatz der Halloren: kritisches Verzeichnis. Plettner, Halle 1905.
- Hrsg.: Das Bildnis in Leipzig vom Ende des 17. Jahrhunderts bis zur Biedermeierzeit. Aus Anlaß der vom Stadtgeschichtlichen Museum zu Leipzig 1912 veranstalteten Porträtausstellung. Hiersemann, Leipzig 1912 (Digitalisat).
- mit Richard Graul: Altthüringer Porzellan. Beiträge zur Geschichte der Porzellankunst im XVIII. Jahrhundert. Seemann, Leipzig 1909.
- Ein neues Stadtmuseum. In: Antiquitäten-Rundschau. Zeitschrift für Museen, Sammler und Antiquare (1917), Nr. 3, 27. Januar 1917, S. 21–23, Nr. 4, 7. Februar 1917, S. 29–31.

## Auszeichnungen
- 1908: Herzoglich Sachsen-Ernestinischer Hausorden, Ritterkreuz I. Klasse
- 1912: Königlich-sächsischer Professorentitel
- 1915: Königlich-sächsischer Albrechts-Orden, Ritterkreuz I. Klasse
- 1917: Verdienstorden Philipps des Großmütigen, Ritterkreuz I. Klasse